# شهرستان استیونز (مینه‌سوتا)
شهرستان استیونز، مینه‌سوتا (به انگلیسی: Stevens County, Minnesota) شهرستانی در ایالات متحده آمریکا است که در مینه‌سوتا واقع شده‌است.